# Первомайська телещогла
Первомайська телещогла — телекомунікаційна щогла заввишки 187 м, споруджена у 1965 році в Первомайську Миколаївської області.

## Характеристика
Висота вежі становить 187 м. Висота над рівнем моря — 125 м. Радіус потужності покриття радіосигналом становить 55 км. Прорахунок для DVB-T2 — 180 м.

## Радіомовлення
- 92.2 — Радіо Культура
- 104.5 — Радіо П'ятниця
- 105.9 — Українське радіо / Українське радіо. Миколаїв

## Телебачення

### Цифрове мовлення
- 6. 7-й мультиплекс
- 28. 2-й мультиплекс
- 42. Місцевий мультиплекс
- 50. 1-й мультиплекс
- 56. 3-й мультиплекс
- 59. 5-й мультиплекс